# 18288 Ноздрачов
18288 Ноздрачов (18288 Nozdrachev) — астероїд головного поясу, відкритий 2 листопада 1975 року.
Тіссеранів параметр щодо Юпітера — 3,255.